# GRP Records
Pour les articles homonymes, voir GRP.
GRP est un label de Universal Music Group, spécialisé dans le smooth jazz.

## Exemples d'artistes produits chez GRP Records
- Lionel Hampton,
- Gerald Albright,
- Chris Botti,
- Joe Sample,
- George Benson,
- Al Jarreau,
- Lee Ritenour,
- David Sanborn,
- Dave Grusin,
- Dave Weckl
- James Moody,
- Spyro Gyra,
- Mindi Abair,
- Eric Marienthal,
- Brian Culbertson
- Eddie Daniels